# Swan Hills
Swan Hills is een plaats (town) in de Canadese provincie Alberta en telt 1645 inwoners (2006).